# خانة برق قديم (بناجوي الغربي)
خانة برق قدیم (بالفارسية: خانه‌برق قدیم) هي مستوطنة تقع في إيران في قسم بناجوي الغربي الريفي. يقدر عدد سكانها بـ 1,309 نسمة .